# 빠샤메카드의 등장 메카니멀 목록
애니메이션 《빠샤메카드》의 등장하는 등장 메카니멀의 목록이다.

## 레전드 메카니멀
- 에반 (성별: ♂) (변신 형태: 영웅 로봇) (세력: 지구 & 블루랜드) (카드: 5종) (성우: 신용우)
- 미리내 (에반의 짝사랑) (성별: ♀) (변신 형태: 알리콘) (지구 위장: 백마+소녀 환영) (세력: 블루랜드) (카드: 5종) (성우: 이지현)
- 타나토스 (에반의 남동생) (성별: ♂) (변신 형태: 해골 로봇) (지구 위장: 마신의 신전 내부 악마의 석상) (세력: 블랙미러) (카드: 5종) (성우: 남도형)
- 피닉스 (성별: ♂) (변신 형태: 불사조) (지구 위장: 수탉 형태 풍향계) (세력: 레드홀) (카드: 5종) (성우: 엄상현)
- 그리폰 (성별: ♂) (변신 형태: 그리핀) (지구 위장: 산중턱 폐사찰 입구의 동물 석상(그리폰은 좌측)→독수리 석상→시계탑) (세력: 블랙미러) (카드: 5종) (성우: 이호산)
- 스핑크스 (성별: ♂) (변신 형태: 스핑크스) (지구 위장: 산중턱 폐사찰 입구의 동물 석상→스핑크스의 결계) (세력: 지구 & 레드홀) (카드: 5종) (성우: 이상범)

## 일반 메카니멀
- 파워드래곤 (성별: ♂) (변신 형태: 드래곤) (지구 위장: 숲속의 도마뱀) (세력: 블루랜드) (카드: 5종) (성우: 권창욱) (《터닝메카드》/《터닝메카드 R》의 테로 포지션)
- 파이어버드 (성별: ♂) (변신 형태: 불사조) (지구 위장: 숲속의 새) (세력: 지구 & 레드홀) (카드: 5종) (성우: 김명준) (《터닝메카드》의 윙톡 포지션)
- 크리푼 (성별: ♂) (변신 형태: 태풍) (지구 위장: 선풍기) (세력: 레드홀) (카드: 5종) (성우: 남도형) (《터닝메카드》의 우르스 표지션)
- 포레곤 (성별: ♂) (변신 형태: 그린 드래곤) (지구 위장: 잠자리) (세력: 레드홀) (카드: 5종) (성우: 이현) (《터닝메카드》의 메가 표지션)
- 무사 (성별: ♂) (변신 형태: 전사 로봇) (지구 위장: 히어로 소드) (세력: 블루랜드) (카드: 5종) (성우: 엄상현) (《터닝메카드》의 타이탄 포지션)
- 고스틴 (성별: ♂) (변신 형태: 해적 로봇) (지구 위장: 해변의 버려진 장난감 배) (세력: 도깨비단 & 블랙미러) (카드: 5종) (성우: 이호산) (《터닝메카드》의 무간 포지션)
- 렘렘 (성별: ♂) (변신 형태: 골렘) (세력: 도깨비단 & 블랙미러) (카드: 5종) (성우: 권성혁)
- 코르피오 (성별: ♂) (변신 형태: 전갈) (지구 위장: 전갈) (세력: 블랙미러) (카드: 5종) (성우: 이재범) (《터닝메카드》/《터닝메카드 R》의 베노사&독꼬리 포지션)
- 실프 (성별: ♀) (변신 형태: 요정) (지구 위장: 숲속의 꽃) (세력: 레드홀) (카드: 5종) (성우: 이명희) (《터닝메카드》의 마루 표지션)
- 키오루스 (성별: ♂) (변신 형태: 브라키오사우루스) (지구 위장: 자연사 박물관의 공룡뼈 화석) (세력: 지구 & 블루랜드) (카드: 5종) (성우: 권성혁) (《터닝메카드》의 뎅뎅 포지션)
- 징징 (성별: ♂) (변신 형태: 오징어) (지구 위장: 붕붕섬의 오징어 석상) (세력: 도깨비단 & 블랙미러) (카드: 5종) (성우: 김정호) (《터닝메카드》의 옥타&크라켄 포지션)
- 랍스 (성별: ♂) (변신 형태: 바닷가재) (지구 위장: 붕붕섬의 바닷가재 석상) (세력: 레드홀) (카드: 5종) (성우: 유해무)
- 갓파람 (성별: ♂) (변신 형태: 바람의 신) (지구 위장: 오래된 비행기 놀이기구) (세력: 블랙미러) (카드: 5종) (성우: 이현) (《터닝메카드》의 만타리 및 《터닝메카드》/《터닝메카드 R》의 프린스콩 포지션)
- 레큐 (성별: ♂) (변신 형태: 소방관 로봇) (지구 위장: 유령 소방차) (세력: 레드홀) (카드: 5종) (성우: 이지현) (《터닝메카드》의 타돌 포지션)
- 이프리트 (성별: ♀) (변신 형태: 드래곤) (지구 위장: 회색 늑대) (세력: 블랙미러) (카드: 5종) (성우: 전숙경) (《터닝메카드》의 바벨 포지션)
- 리자디언 (성별: ♂) (변신 형태: 리자드맨) (지구 위장: 도마뱀) (세력: 블루랜드) (카드: 5종) (성우: 권창욱) (《터닝메카드》의 크로키 표지션)
- 범코 (고스틴의 절친) (성별: ♂) (변신 형태: 범고래) (지구 위장: 호수의 백조 보트) (세력: 도깨비단 & 블랙미러) (카드: 5종) (성우: 신용우) (《터닝메카드》의 킹죠스 포지션)
- 배코랑 (성별: ♂) (변신 형태: 흰호랑이) (지구 위장: 흰호랑이) (세력: 레드홀) (카드: 5종) (성우: 권창욱) (《터닝메카드》의 크랑&다이크 포지션)
- 썬디바 (파이어버드의 약혼녀) (성별: ♀) (변신 형태: 천둥새) (지구 위장: 시계탑의 노란 뻐꾸기 인형) (세력: 지구 & 레드홀) (카드: 5종) (성우: 김가령) (《터닝메카드》의 피코 표지션)
- 히어로드 (성별: ♂) (변신 형태: 영웅 로봇) (지구 위장: 민성이의 히어로드 장난감 로봇) (세력: 지구 & 레드홀) (카드: 5종) (성우: 한신) (《터닝메카드》의 슈마 및 《터닝메카드》/《터닝메카드 R》의 네오 포지션)
- 프리버디 (성별: ♂) (변신 형태: 고니) (지구 위장: 나무에 걸린 새 모양의 연) (세력: 블루랜드) (카드: 5종) (성우: 남도형) (《터닝메카드》의 코카트 포지션)
- 누니크 (성별: ♂) (변신 형태: 사이클롭스) (지구 위장: 안드로이드 로봇) (세력: 블랙미러) (카드: 5종) (성우: 이상범)
- 그리포스 (그리폰의 남동생) (성별: ♂) (변신 형태: 그리핀) (지구 위장: 외진 산속의 바위 위의 그리핀 석상) (세력: 지구 & 블루랜드) (카드: 5종) (성우: 이현) (《터닝메카드》의 카이온 표지션)
- 케케 (성별: ♂) (변신 형태: 고블린) (지구 위장: 낡은 저택의 가고일 석상) (세력: 도깨비단 & 블랙미러) (카드: 5종) (성우: 엄상현) (《터닝메카드》의 엑스&쿠루기 포지션)
- 비아탄 (성별: ♂) (변신 형태: 리바이어던) (지구 위장: 바다뱀) (세력: 블랙미러) (카드: 5종) (성우: 이현) (《터닝메카드》의 데스퍼 표지션)
- 키리온 (성별: ♂) (변신 형태: 기린) (지구 위장: 사원의 기린 조각상) (세력: 블루랜드) (카드: 5종) (성우: 여윤미)(《터닝메카드》의 마스터 표지션)
- 무오 (성별: ♂) (변신 형태: 들소) (지구 위장: 산속 연못의 황소개구리) (세력: 지구 & 레드홀) (카드: 5종) (성우: 임채헌) (《터닝메카드》의 센뿔&모스톤 포지션)
- 노그마 (성별: ♂) (변신 형태: 수르트) (지구 위장: 보도블록) (세력: 블루랜드) (카드: 5종) (성우: 한신) (《터닝메카드》의 고브 표지션)
- 씨클론 (성별: ♂) (변신 형태: 뇌수) (지구 위장: 노란꽃 화분) (세력: 레드홀) (카드: 5종) (성우: 남도형)
- 하라콘 (스핑크스의 오랜 친구) (성별: ♂) (변신 형태: 알리콘) (지구 위장: 유적지의 조각상) (세력: 지구 & 블루랜드) (카드: 5종) (성우: 임채헌)
- 코포 (성별: ♂) (변신 형태: 코뿔소) (세력: 블랙미러) (카드: 5종) (성우: 한신) (《터닝메카드》의 투스코 포지션)
- 볼테키온 (성별: ♂) (변신 형태: 텐구) (지구 위장: 앵무새) (세력: 블루랜드) (카드: 5종) (성우: 이호산) (《터닝메카드》의 안드로매지션 포지션)
- 푸카톤 (성별: ♂) (변신 형태: 프테라노돈) (지구 위장: 익룡 화석) (세력: 도깨비단 & 블랙미러) (카드: 5종) (성우: 권창욱) (《터닝메카드》의 게리온 포지션)
- 자노크 (성별: ♂) (변신 형태: 흑마법사) (지구 위장: 삐에로 인형) (세력: 블랙미러) (카드: 5종) (성우: 이상범) (《터닝메카드》의 나백작 포지션)

## 트윈 메카니멀
- 크로비 (크롬 + 코비) (성별: ♂) (변신 형태: 까마귀(크롬) & 코브라(코비)) (세력: 지구 & 블루랜드 & 도깨비단 & 블랙미러) (카드: 3종)
- 아쿠온 (아쿠안 + 해리온) (성별: ♀) (변신 형태: 물의 요정(아쿠안) & 해룡(해리온)) (세력: 지구 & 블루랜드 & 레드홀) (카드: 3종)
- 블레곤 (블루곤 + 레곤) (성별: ♂) (변신 형태: 드래곤 쌍둥이) (세력: 지구 & 블루랜드 & 레드홀 & 도깨비단 & 블랙미러) (카드: 3종)

## 메카 스타터 → 메가 슬로프
- 스타워리어 → 메가발키로스 (성별: ♂) (변신 형태: 기사 로봇) (세력: 블루랜드 & 레드홀 & 도깨비단 & 블랙미러 (스타워리어) → 블루랜드 & 레드홀 & 블랙미러 (메가발키로스)) (카드: 3종(스타워리어) → 5종(메가발키로스)) (성우: 발크 - 한신)
- 스타곤 → 메가베두사 (성별: ♂) (변신 형태: 드래곤 (스타곤 → 디아볼로) & 뱀 (바이퍼)) (세력: 지구 & 블루랜드 & 블랙미러 (스타곤) → 블루랜드 & 레드홀 & 블랙미러 (메가베두사)) (카드: 3종(스타곤) → 5종(메가베두사)) (성우: 디아볼로 - 임채헌, 바이퍼 - 김명준)
- 스타부기 → 메가켈론 (성별: ♂ (스타부기 → 베히모스)/♀ (케일로)) (변신 형태: 거북이 (스타부기) → 베히모스 (베히모스) & 드래곤 (케일로)) (세력: 지구 & 레드홀 & 도깨비단 & 블랙미러 (스타부기) → 블루랜드 & 레드홀 & 블랙미러 (메가켈론)) (카드: 3종(스타부기) → 5종(메가켈론)) (성우: 케일로 - 김자연)

## 콤비 메카니멀
- 그리핑크스 (그리폰 + 스핑크스) (성별: ♂) (변신 형태: 합체 로봇) (세력: 지구 & 블루랜드 & 레드홀 & 블랙미러) (카드: 15종(그리폰: 5종. 스핑크스: 5종. 그리핑크스: 5종))